# Heist
Heist ist eine Gemeinde im Kreis Pinneberg in Schleswig-Holstein.

## Geographische Lage
Heist liegt am Geestrand angrenzend an die Haseldorfer Marsch, an der das Gemeindegebiet auch einen Anteil hat. Die Gemeinde grenzt an Holm im Süden, an Hetlingen, Haseldorf und Haselau im Westen, an Moorrege im Norden und an Appen im Osten.

## Geschichte

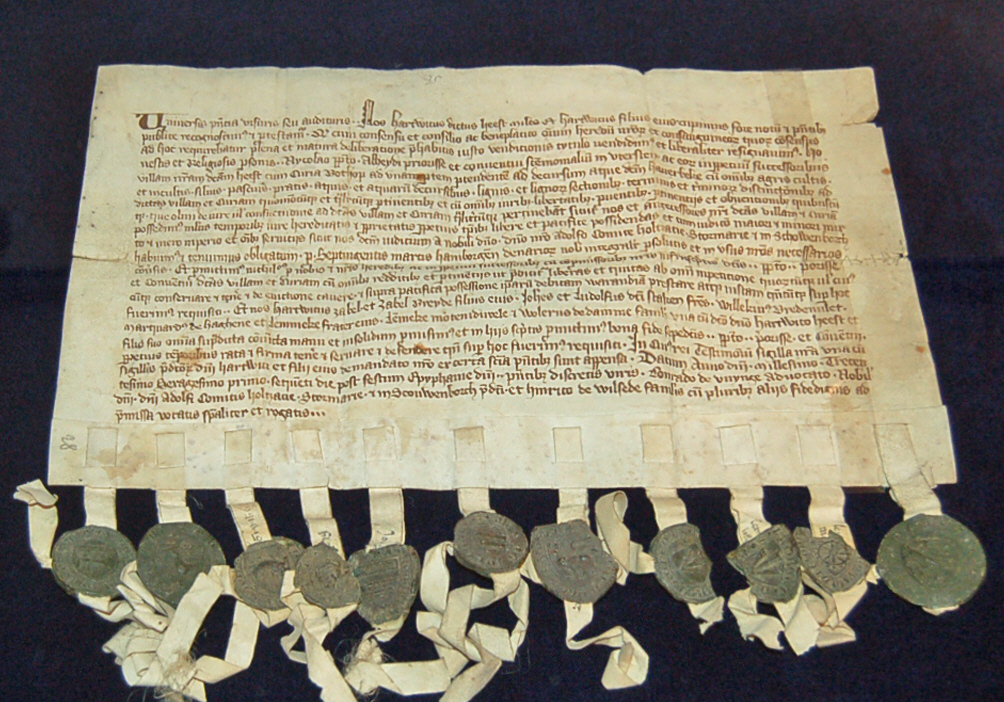
Verkaufsurkunde von 1361

Die erste urkundliche Erwähnung von Heist erfolgte 1276. Es gehörte dem Adelsgeschlecht derer von Heest. Der Ritter Hartwich von Heest verkaufte das Dorf im Jahre 1361 an das Kloster Uetersen. Mitte des 19. Jahrhunderts betrug die Einwohnerzahl rund 400 und veränderte sich bis zum Zweiten Weltkrieg nur wenig auf etwa 500. Nach 1945 stieg die Einwohnerzahl durch den Zuzug von Flüchtlingen aus den Ostgebieten sprunghaft auf etwa 1500 an. Gegenwärtig liegt sie bei ungefähr 2800.

## Bevölkerung
Die Einwohner der Gemeinde werden „Heistmer“ und nicht, wie man annehmen könnte, „Heister“ genannt. Dies stammt daher, dass die Ortsbevölkerung nicht mit der diebischen Elster gleichgesetzt werden wollte, die im Plattdeutschen als Heister bezeichnet wird.
Die besondere Namensgebung zeigt sich beispielsweise daran, dass es im Gemeindegebiet sowohl den Heistmer Weg als auch das Heistmer Quartier gibt. Auch der örtliche Fußballverein TSV Heist greift die eigenartige Namensgebung auf und bezeichnet seine Fußballmannschaften als Heistmer Jungs.

## Politik

### Gemeindevertretung
Bei der Kommunalwahl am 14. Mai 2023 wurden insgesamt 18 Sitze vergeben. Von diesen erhielt die CDU neun Sitze, die Freie Wählergemeinschaft Heist erhielt fünf Sitze und die SPD erhielt vier Sitze.

### Wappen
Blasonierung: „In Silber ein halber springender roter Hirsch.“

## Wirtschaft und Verkehr
Heist ist hauptsächlich landwirtschaftlich geprägt.
Heist liegt an der Bundesstraße 431 zwischen den Städten Wedel und Uetersen. Mit diesen Orten bestehen auch Busverbindungen.

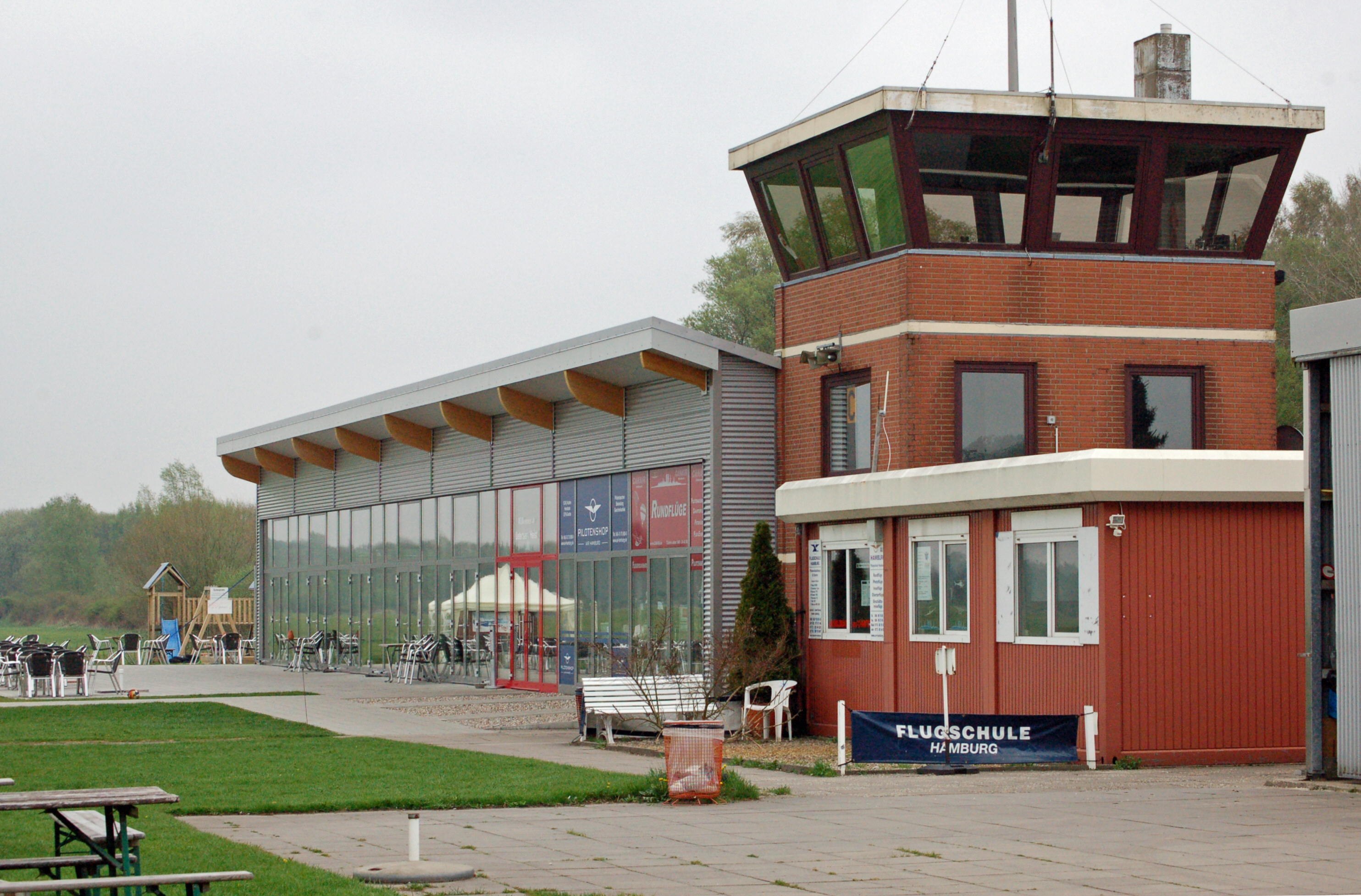
Tower des Flugplatzes Uetersen/Heist

Auf dem Gebiet der Gemeinde liegt auch ein Verkehrslandeplatz, der Flugplatz Uetersen/Heist, ICAO-Code EDHE, daran anschließend das Naturschutzgebiet Tävsmoor/Haselauer Moor. Der Verkehrslandeplatz Uetersen zählt seit den 1970er Jahren mit zu den meistfrequentierten Flugplätzen der Allgemeinen Luftfahrt (AL) in Deutschland (jährlich ca. 60.000 Flugbewegungen). Beheimatet sind dort zwei Segelflugvereine, mehrere Motorflugvereine und gewerbliche Flugschulen.
Die Genehmigung erfolgte in enger Zusammenarbeit mit der Gemeinde und der Naturschutzbehörde, da es sich hier um eine Touristenattraktion im Naturschutzgebiet Tävsmoor handelt.
Überregional bekannt ist der Reitstall „Johannenhof“ mit angegliedertem Reitverein.
Die hannoversche Musikgruppe Wohnraumhelden hat der Gemeinde einen Song mit dem Titel „Geschwaderhymne Heist“ gewidmet.